# Елі Лартер
Е́лісон Елі́забет Ла́ртер (англ. Alison Elizabeth 'Ali' Larter; нар. 28 лютого 1976, Черрі-Гілл, Нью-Джерсі) — американська акторка й колишня модель, найбільш відома за телесеріалом «Герої» та фільмами «Пункт призначення» (2000), «Білявка в законі» (2001), «Оселя зла: Вимирання» (2007). «Оселя зла: Потойбічне життя» (2010).

## Життєпис
Народилась 28 лютого 1976 року у містечку Черрі-Гілл, штат Нью-Джерсі.
Її батько Денфорт займається вантажоперевезеннями, мати Маргарет — домогосподарка. Навчалась у середній школі Карузі та у старшій школі Черрі-Гілл.
Коли їй було 13 років, її побачив на вулиці модельний агент і запропонував знятися в рекламі баскетбольної команди «Філадельфія Філліз», а пізніше вона підписала контракт з агентством Ford models у Нью-Йорку. Працюючи моделлю в Італії, Лартер зустріла там акторку Емі Смарт і одразу з нею подружилася. Смарт переконала Елі зайнятися акторством; вони разом перебралися до Лос-Анджелесу, оселившись в одній квартирі.

## Фільмографія

### Акторка
| Рік       |    | Українська назва                                         | Оригінальна назва                    | Роль                                                                 |
| --------- | -- | -------------------------------------------------------- | ------------------------------------ | -------------------------------------------------------------------- |
| 2021      | ф  |                                                          | The Last Victim                      | Сьюзан                                                               |
| 2019—2020 | с  | Новобранець                                              | The Rookie                           | Лікарка Ґрейс Соєр (13 епізодів)                                     |
| 2018—2019 | с  |                                                          | Splitting Up Together                | Пейдж (3 епізоди)                                                    |
| 2017      | с  | Угамуй свій запал                                        | Curb Your Enthusiasm                 | Телевізійний детектив (1 епізод)                                     |
| 2016      | ф  | Оселя зла: Фінальна битва                                | Resident Evil: The Final Chapter     | Клер Редфілд                                                         |
| 2016      | с  |                                                          | Pitch                                | Амелія Слейтер (10 епізодів)                                         |
| 2015      | ф  |                                                          | The Diabolical                       | Медісон                                                              |
| 2014      | с  | Легенди                                                  | Legends                              | Крістал Мак-Ґвайр (10 епізодів)                                      |
| 2014      | ф  | Ти — не ти                                               | You're Not You                       | Кілі                                                                 |
| 2014      | ф  |                                                          | Lovesick                             | Моллі Кінгстон                                                       |
| 2013      | с  |                                                          | The League                           | Джорджія Томпсон (1 епізод)                                          |
| 2012      | тф |                                                          | The Asset                            | Анна Кінг                                                            |
| 2010      | ф  | Оселя зла: Потойбічне життя                              | Resident Evil: Afterlife             | Клер Редфілд                                                         |
| 2006—2010 | с  | Герої                                                    | Heroes                               | Нікі Сандерс, Трейсі Сандерс, Джессіка Сандерс / Керол (56 епізодів) |
| 2009      | ф  | Одержимість                                              | Obsessed                             | Ліза Шерідан                                                         |
| 2008      | ф  |                                                          | Crazy                                | Евелін Ґерланд                                                       |
| 2007      | ф  |                                                          | Homo Erectus                         | Фардарт                                                              |
| 2007      | ф  | Оселя зла: Вимирання                                     | Resident Evil: Extinction            | Клер Редфілд                                                         |
| 2007      | ф  |                                                          | Marigold                             | Меріголд Лекстон                                                     |
| 2005      | ф  |                                                          | Confess                              | Олівія Ейверіл                                                       |
| 2005      | ф  |                                                          | A Lot Like Love                      | Джина                                                                |
| 2004      | с  | Антураж                                                  | Entourage                            | Елі Лартер (1 епізод)                                                |
| 2004      | ф  |                                                          | Three Way                            | Ізобель Делано                                                       |
| 2003      | кф | Видалені сцени фільму «Пункт призначення 2» (відеофільм) | Final Destination 2 — Deleted Scenes | Клер Ріверз                                                          |
| 2003      | ф  | Пункт призначення 2                                      | Final Destination 2                  | Клер Ріверз                                                          |
| 2001      | ф  | Джей і мовчазний Боб завдають удару у відповідь          | Jay and Silent Bob Strike Back       | Кріссі                                                               |
| 2001      | ф  | Американські герої                                       | American Outlaws                     | Зі / Зельда Мімс                                                     |
| 2001      | ф  | Білявка в законі                                         | Legally Blonde                       | Брук Тейлор Вінд'ем                                                  |
| 2000      | ф  | Пункт призначення                                        | Final Destination                    | Клер Ріверз                                                          |
| 1999      | ф  | Будинок нічних примар                                    | House on Haunted Hill                | Сара Вульф                                                           |
| 1999      | ф  |                                                          | Drive Me Crazy                       | Дульчі                                                               |
| 1999      | ф  |                                                          | Giving It Up                         | Ембер                                                                |
| 1999      | ф  | Студентська команда                                      | Varsity Blues                        | Дарсі Сірс                                                           |
| 1998      | с  | Затока Доусона                                           | Dawson's Creek                       | Крісті Лівінгстон (2 епізоди)                                        |
| 1998      | с  |                                                          | Just Shoot Me!                       | Кері Берк (1 епізод)                                                 |
| 1998      | с  |                                                          | Chicago Hope                         | Саманта (1 епізод)                                                   |
| 1997      | с  |                                                          | Chicago Sons                         | Анджела (1 епізод)                                                   |
| 1997      | с  |                                                          | Suddenly Susan                       | Медді (1 епізод)                                                     |

## Нагороди і номінації
| Рік                 | Нагорода                        | Категорія                                              | Проект            | Результат |
| ------------------- | ------------------------------- | ------------------------------------------------------ | ----------------- | --------- |
| 2001                | Молодий Голлівуд                | Breakthrough Performance — Female                      | Пункт призначення | Перемога  |
| 2001                | Blockbuster Entertainment Award | Найкраща актриса — Жахи (Internet)                     | Пункт призначення | Номінація |
| 2007                | Saturn Award                    | Найкраща актриса другого плану в телевізійній програмі | «Герої»           | Номінація |
| 2007                | Scream Award                    | Сексуальний супергерой                                 | «Герої»           | Номінація |
| 2007                | SyFy Genre Awards               | Найкраща актриса другого плану                         | «Герої»           | Номінація |
| 2008                | Gracie Allen Awards             | Найкраща актриса другого плану в драматичному серіалі  | «Герої»           | Перемога  |
| 2008                | Teen Choice Award               | ТБ-актриса: Пригоди                                    | «Герої»           | Перемога  |
| 2009                | Teen Choice Award               | Choice Movie Rumble                                    | Одержимість       | Номінація |
| 2009                | Teen Choice Award               | ТБ-актриса: Пригоди                                    | «Герої»           | Номінація |
| 2010                | Премія «Золота малина»          | Найгірша актриса другого плану                         | Одержимість       | Номінація |
| (Джерело: IMDb.com) |                                 |                                                        |                   |           |